# Nicholas Pocock

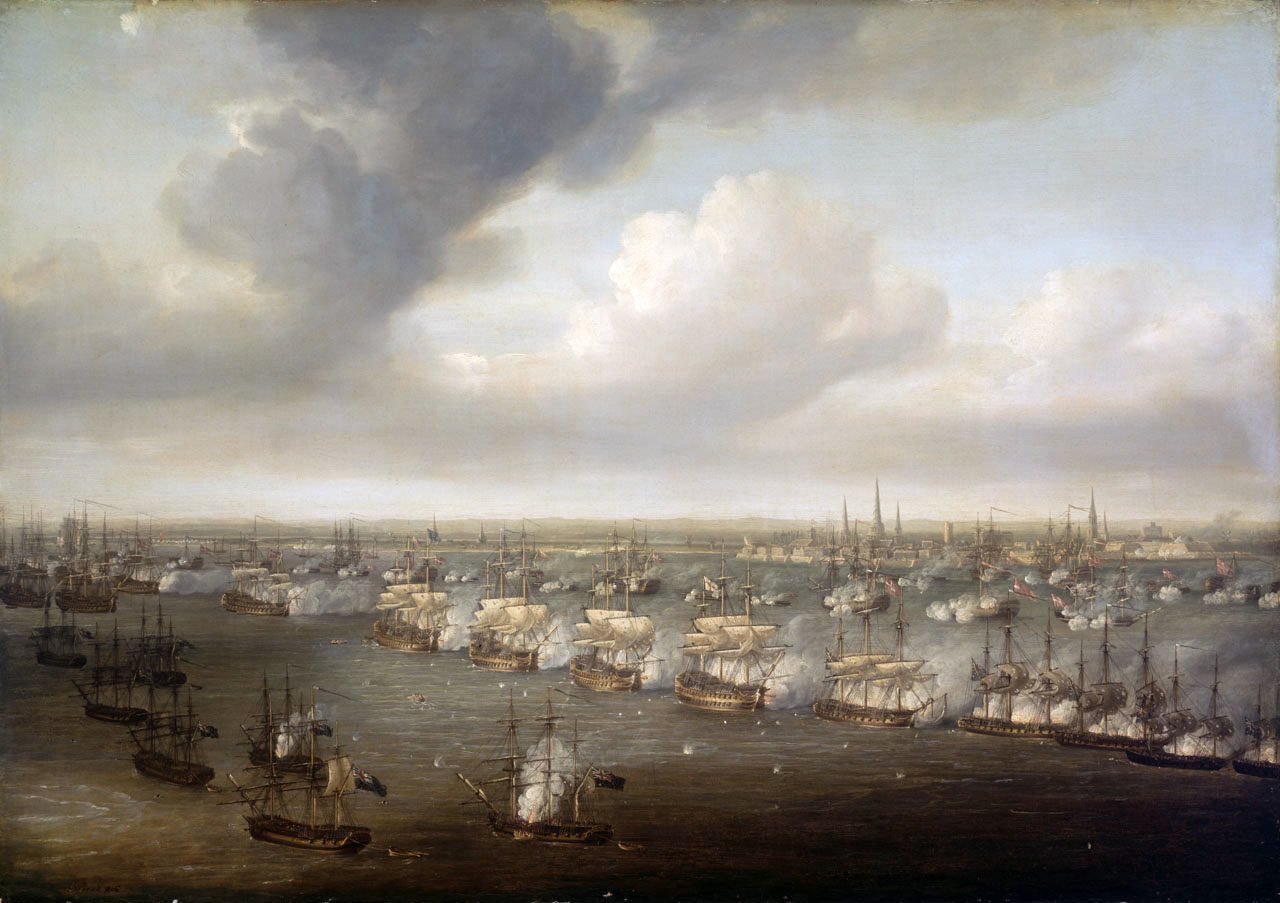
Das Gemälde Battle of Copenhagen von 1801

Nicholas Pocock (* 2. Mai 1740 in Bristol; † 19. März 1821 in Maidenhead) war ein britischer Maler, der besonders durch seine Zeichnungen von Seeschlachten Berühmtheit erlangte.

## Biographie

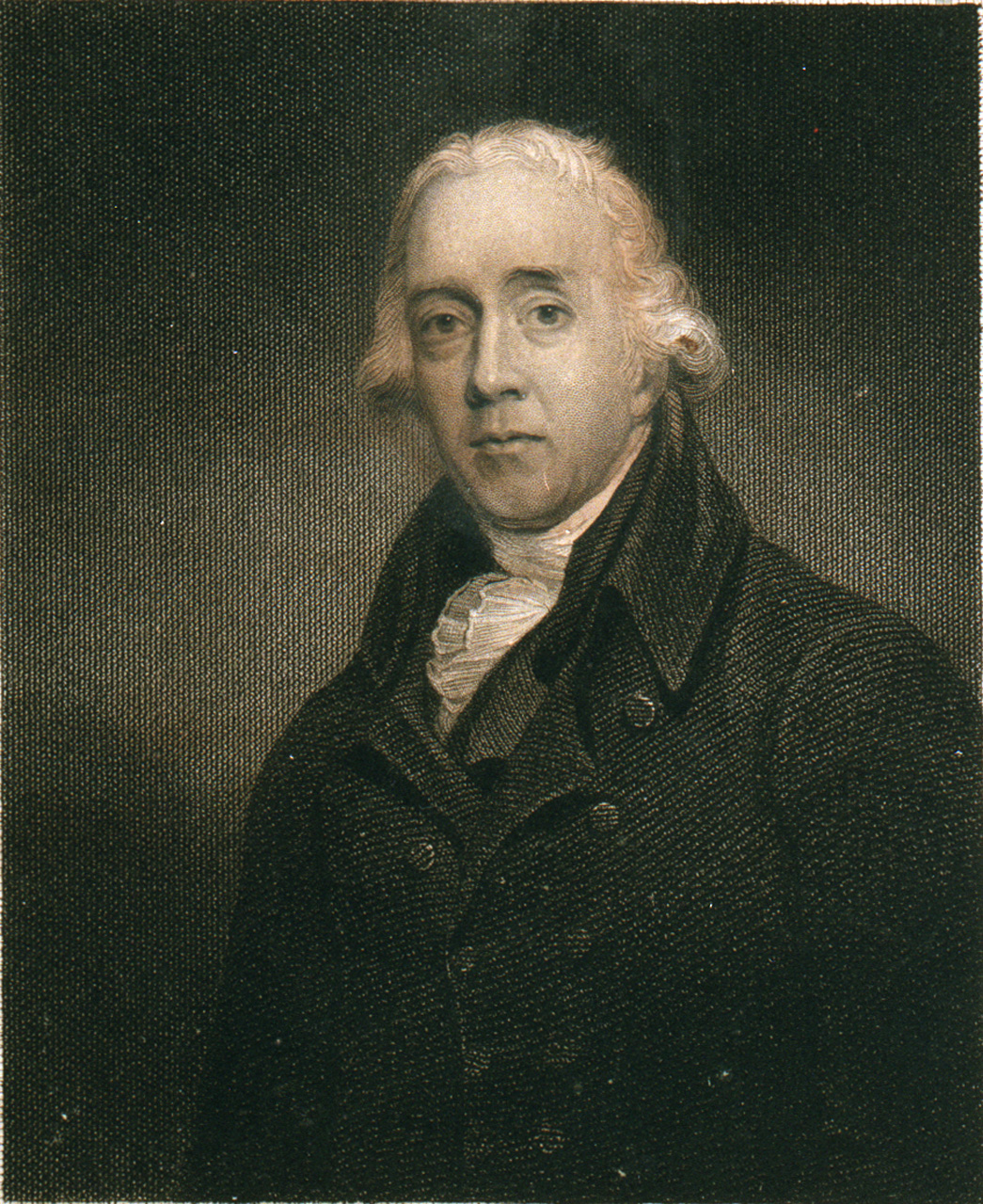
Stich nach einem Gemälde von Isaak Pocock, dem ältesten Sohn

Pococks Vater, der ebenfalls Nicholas Pocock hieß, war ein Kaufmann und Seemann in Bristol, von dem man vermutet, dass er durch Hochzeit mit den Pococks von Chieveley verwandt war. Der jüngere Pocock war ebenfalls der Bruder des späteren Kapitäns Isaac Pocock.
Ab 1757 war Pocock bei seinem Vater in der Lehre; er schloss seine Ausbildung damit ab, dass er zur See fuhr. Sein Vater starb schon 1759, sodass Pocock, der älteste von drei Söhnen, sich um das Einkommen der Familie kümmern musste.
Mit einer geringen Ausbildung diente der jüngere Nicholas Pocock auf einem Schiff und war auch ein Angestellter des Kaufmannes Richard Champion. Auf einem Schiff Champions, der Lloyd, segelte Pocock nach South Carolina. Später befehligte Pocock ein anderes Schiff Champions, die Minerva. Auf See entdeckte man das Talent Pococks zu zeichnen, was sich in seinen Illustrierungen für ein Seemagazin wiederfand. Auch Champion war ein großer Freund von Pococks Kunst.
Pocock schickte 1780 seine erste Ölzeichnung an die Royal Academy, um sich weiterzubilden, jedoch traf die Zeichnung zu spät für eine Bewerbung ein, was ein kommendes Studium erst in fernerer Zukunft möglich machen würde. Allerdings erhielt Pocock von Sir Joshua Reynolds einen Brief, in dem er ihm empfahl sich weiterzubilden. Zwei Jahre später stellte man erstmals ein Gemälde von Pocock in der Royal Academy aus, es trug den Titel A View of Redcliff Church from the Sea Banks. Bis 1815 stellte er regelmäßig Bilder in der Royal Academy aus, hauptsächlich waren diese Seeschlachten gewidmet.
Ab 1789 lebte Pocock in London, ab 1796 in Westminster, wo er Kontakt zu vielen hohen Würdenträgern der britischen Marine pflegte.
1804 gründete Pocock die Watercolour Society, die zwar 1812 zeitweise ausgelöst wurde, sein Engagement in Form von dauerte jedoch bis 1817 an. Während er in der Vereinigung wirkte, stellte er insgesamt 182 Arbeiten aus, mehr als in der Royal Academy.
Pocock zog 1817 wieder aus London weg und setzte sich später aus gesundheitlichen Gründen auf einem Wohnsitz seines ältestem Sohnes in Maidenhead zur Ruhe, wo er 1821 verstarb. Wie auch sein Bruder Isaac wurde Nicholas Pocock in der familieneigenen Gruft beider Cookham Church beerdigt.
Trotz seiner Landschaftsgemälde erhielt Pocock besonders für seine Szenen von Seeschlachten viel Anerkennung.

## Werke (Auswahl)

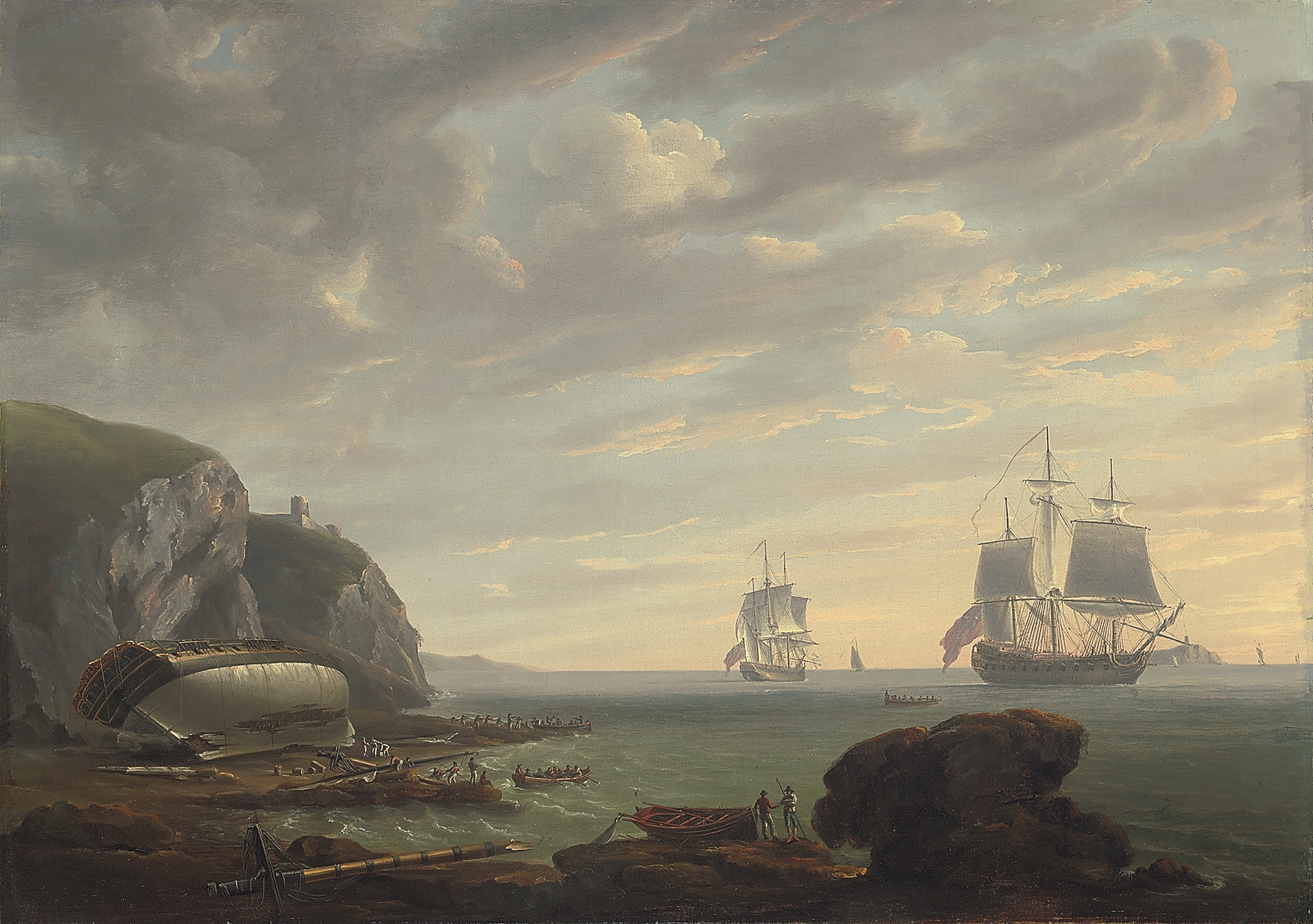
wreck of HMS Crocodile at Prawle Point -- 1784
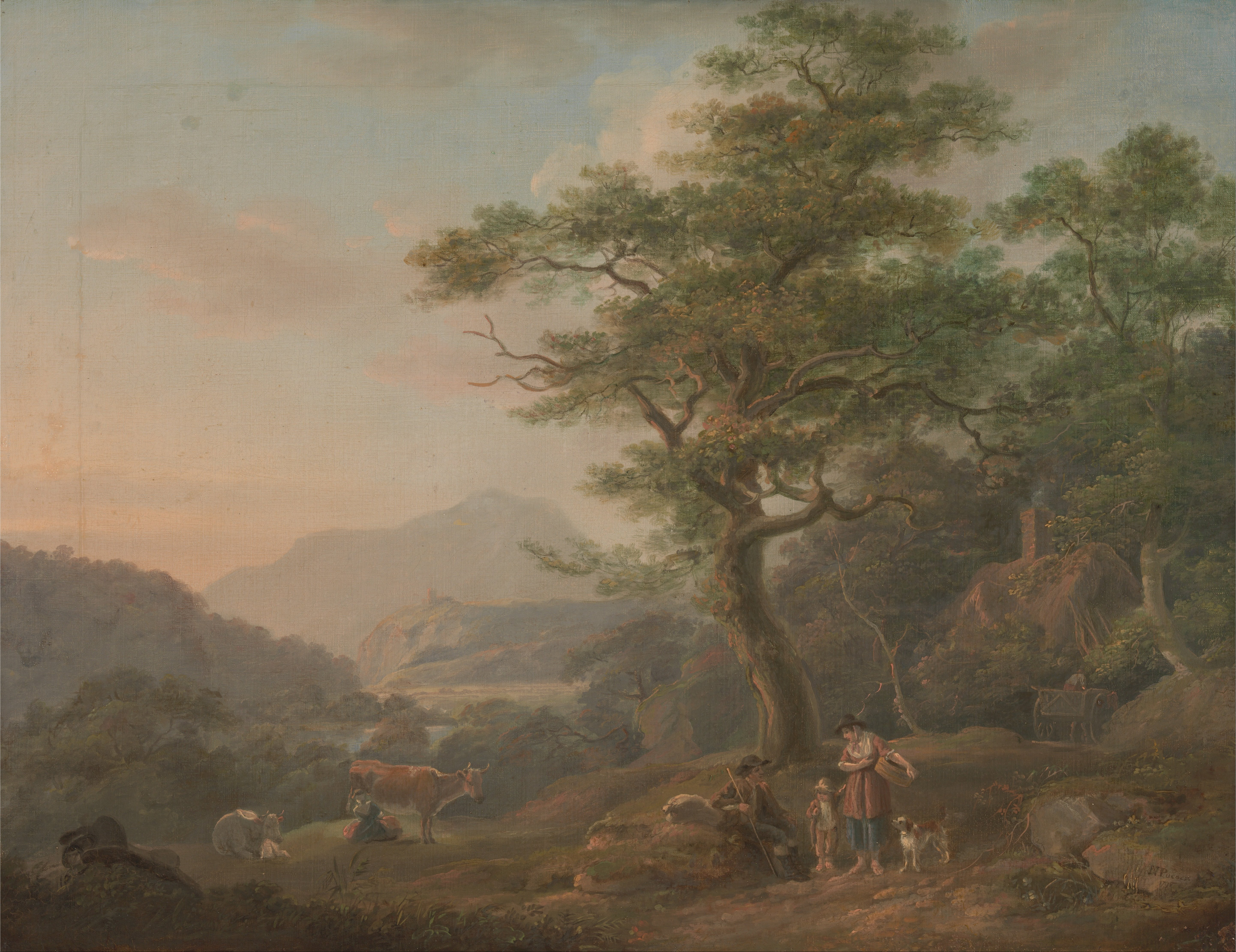
A Landscape with Figures -- um 1790
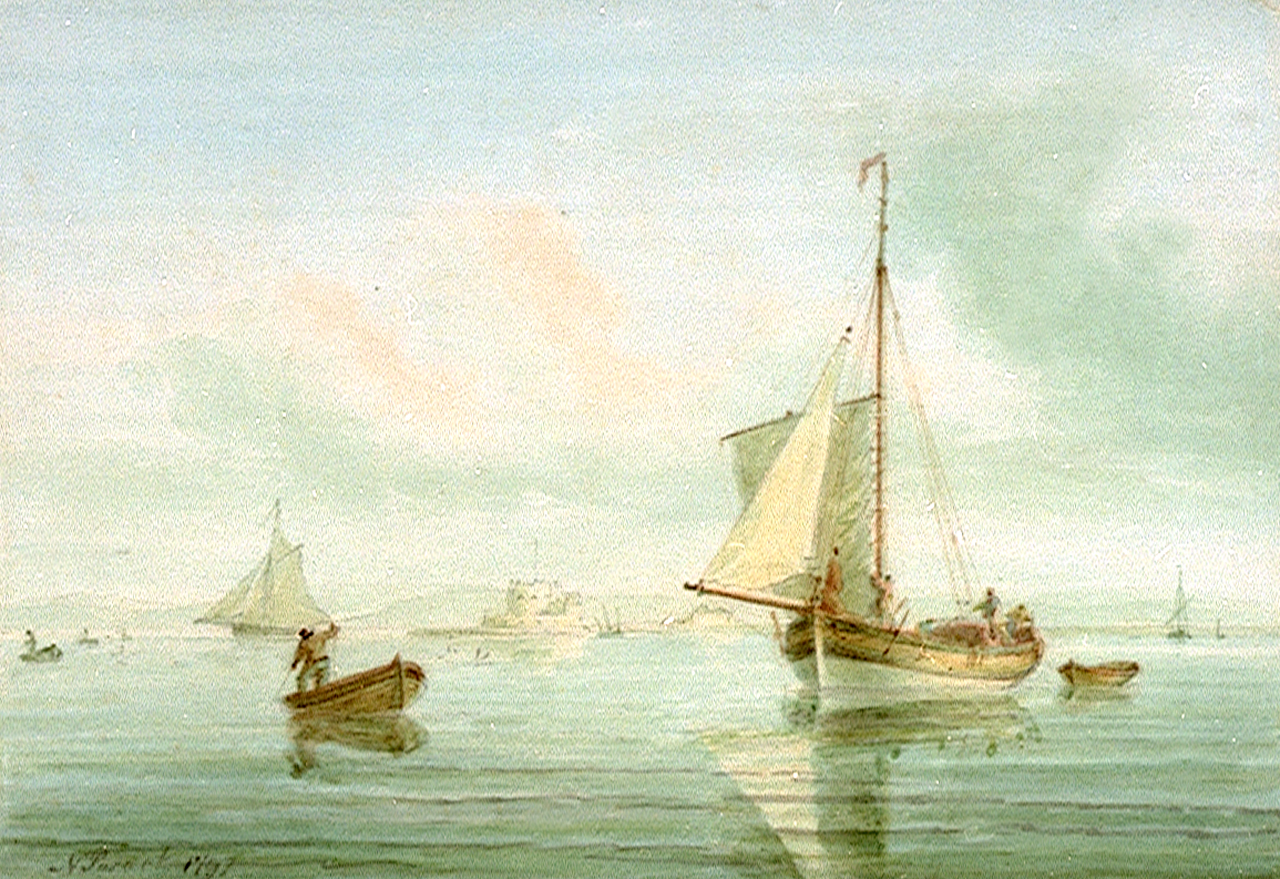
A cutter off Calshot Castle -- 1797
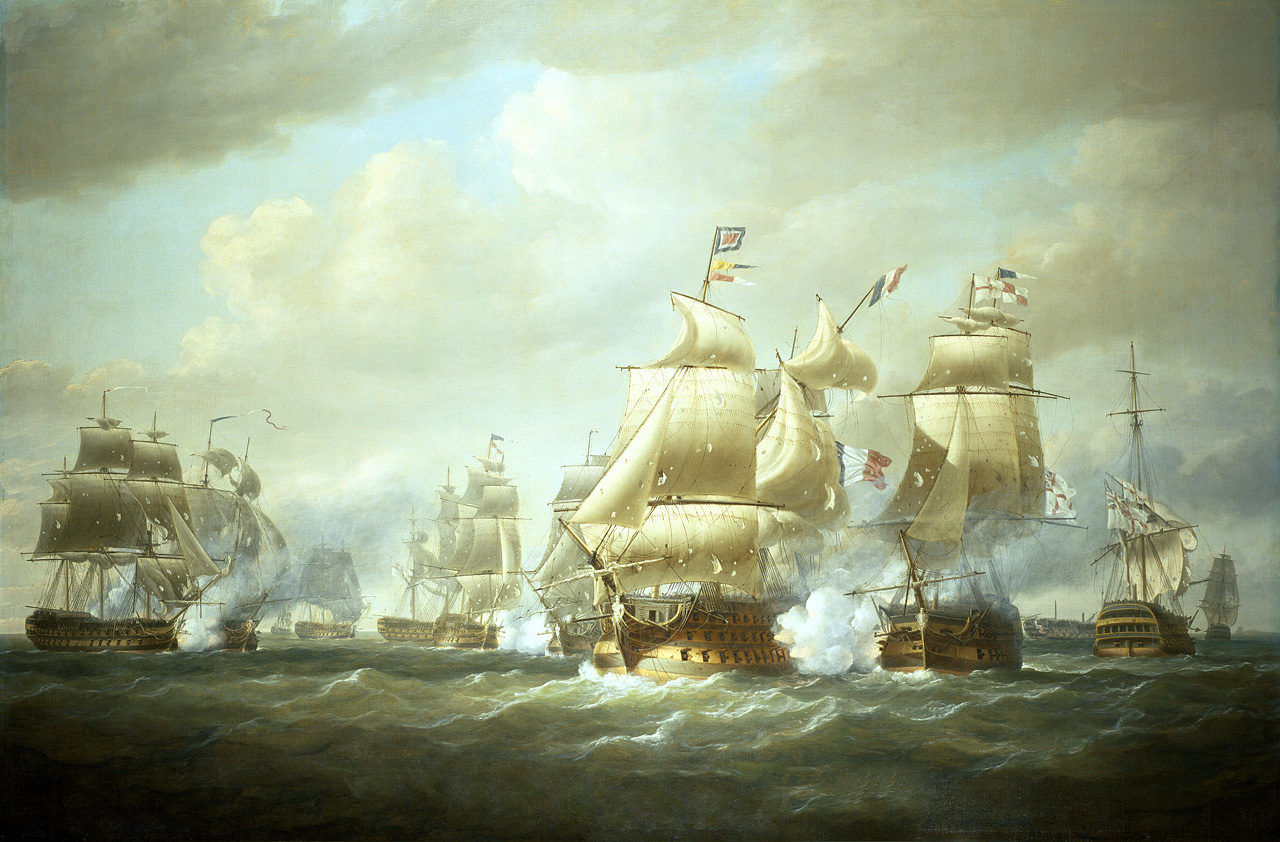
Duckworth's Action off San Domingo, 6 February 1806 -- 1808